# Поликарпа (Нариньо)
Поликарпа (исп. Policarpa) — город и муниципалитет на юго-западе Колумбии, на территории департамента Нариньо. Входит в состав провинции Ла-Кордильера.

## История
Поселение, из которого позднее вырос город, было основано в 1592 году. Муниципалитет Поликарпа был выделен в отдельную административную единицу 30 ноября 1972 года.

## Географическое положение

Муниципалитет Поликарпа

Город расположен в северо-восточной части департамента, в горной местности Западной Кордильеры, к востоку от реки Патия, на расстоянии приблизительно 47 километров к северо-западу от города Пасто, административного центра департамента. Абсолютная высота — 1046 метров над уровнем моря.
Муниципалитет Поликарпа граничит на севере и северо-востоке с территорией муниципалитета Эль-Росарио, на юго-востоке — с муниципалитетом Таминанго, на юге — с муниципалитетом Эль-Пеньоль, на юго-западе — с муниципалитетом Лос-Андес, на западе — с муниципалитетом Кумбитара. Площадь муниципалитета составляет 467 км².

## Население
По данным Национального административного департамента статистики Колумбии, совокупная численность населения города и муниципалитета в 2024 году составляла 10 386 человек.
Динамика численности населения муниципалитета по годам:
| 2005   | 2010   | 2015   | 2020   | 2021   | 2022   | 2023   | 2024   |
| ------ | ------ | ------ | ------ | ------ | ------ | ------ | ------ |
| 13 785 | 15 270 | 16 834 | 10 091 | 10 180 | 10 230 | 10 314 | 10 386 |

Согласно данным переписи 2005 года мужчины составляли 51,5 % от населения Поликарпе, женщины — соответственно 48,5 %. В расовом отношении белые и метисы составляли 98,5 % от населения города; негры, мулаты и райсальцы — 1,2 %; индейцы — 0,3 %.
Уровень грамотности среди всего населения составлял 88,8 %.

## Экономика
67,4 % от общего числа городских и муниципальных предприятий составляют предприятия торговой сферы, 31,2 % — предприятия сферы обслуживания, 1,4 % — промышленные предприятия.